# Josiah S. Carberry
Pour les articles homonymes, voir Carberry.
Josiah Stinkney Carberry est un professeur fictif, créé comme une blague en 1929. Il enseignerait toujours à l'Université Brown (États-Unis) et il est connu pour ses travaux en « psycho-céramique », la prétendue étude des pots cassés (cracked pot) — un jeu de mots autour du terme cinglé (crackpot).

## Histoire
La blague est née lorsque John William Spaeth, Jr. a publié un fausse annonce pour une conférence Carberry sur un tableau d'affichage à Brown en 1929. Cette conférence sur « La philologie ionienne en relation avec les revêtements architecturaux grecs archaïques » n'a jamais été organisée et Spaeth a fourni de faux détails sur la famille (fictive) du professeur et les intérêts académiques (inexistants) de son travail. Le professeur Carberry est cité de manière sérieuse comme un rival rusé dans la préface des quatre livres célèbres du professeur Joel Feinberg sur les limites morales du droit pénal.
La blague a été adoptée depuis à Brown, et Carberry a traditionnellement été programmée pour donner une conférence tous les vendredis 13 et 29 février (il les « manque » bien sûr), et une mythologie s'est développée autour de lui et sa famille. Des vases, dont beaucoup sont fêlés, sont placés dans de nombreux bâtiments administratifs ainsi que les bibliothèques et les étudiants peuvent donner de la monnaie au professeur Carberry ces jours-là. Des étudiants ont pris plaisir à insérer des références à lui dans des revues sérieuses. Le philosophe du droit Joel Feinberg, dont la carrière d'enseignant a commencé à Brown, a mené une longue querelle avec Carberry dans les sections de remerciements de ses nombreux livres.
Le 3 octobre 1991, lors de la première cérémonie annuelle du prix Ig Nobel, Carberry a reçu un prix Ig Nobel pour la recherche interdisciplinaire, faisant de lui l'un des trois gagnants fictifs. Il a été salué comme un « explorateur audacieux et un chercheur éclectique de connaissances, pour son travail de pionnier dans le domaine de la psychocéramique, l'étude des pots fêlés ».
Le professeur Carberry a fait l'objet d'articles dans un certain nombre de périodiques. Le New York Times l'a proclamé en 1974 « le plus grand voyageur du monde » en première page de sa section du dimanche consacrée aux voyages. Le magazine Yankee, le mentionne en 1975 comme « The Absent-Bodied Professor ».
Carberry est identifié sur plusieurs systèmes d'autorité bibliographique (Crossref, ORCID, etc).

## Voir également
- Jean-Baptiste Botul, philosophe français de fiction